# Европейская экономическая комиссия ООН
Европейская экономическая комиссия ООН (ЕЭК ООН) англ. United Nations Economic Commission for Europe (UN ECE), фр. Commission Economique des Nations Unies pour l’Europe (CEE-ONU) — одна из пяти региональных комиссий Экономического и Социального совета ООН (ЭКОСОС). Европейская экономическая комиссия ООН была создана в 1947 г. с целью скорейшего восстановления разрушенных войной стран континента и содействия развитию экономического сотрудничества между ними. Штаб-квартира ЕЭК ООН находится в Женеве (Швейцария), во Дворце наций. Годовой бюджет составляет около 50 млн долларов США.

## История создания. Цели и задачи ЕЭК
На своей первой сессии 11 декабря 1946 года Генеральная Ассамблея ООН приняла резолюцию, рекомендовавшую Экономическому и Социальному Совету «в целях оказания эффективной помощи разорённым войною странам» рассмотреть вопрос о создании Экономической комиссии для Европы. 28 марта 1947 года ЭКОСОС принял резолюцию 36 (IV), учредившую Экономическую комиссию для Европы. Согласно мандату, кратко сформулированному в этой резолюции, Комиссия должна была «… участвовать в облегчении совместных действий, направленных к экономическому восстановлению Европы, к поднятию уровня экономической деятельности Европы и к поддержанию и укреплению экономических отношений европейских стран как между собой, так и с другими странами мира».
Изначально сформулированный в ситуации, когда главным приоритетом только что созданной Комиссии было экономическое восстановление разрушенной войной Европы, мандат ЕЭК претерпевал изменения по мере эволюции экономических реалий и политического ландшафта на континенте. В настоящее время деятельность Комиссии направлена на стимулирование экономическое развитие и интеграции в Европе, углубление экономических отношений как внутри региона, так и между европейскими и другими странами мира; исследования и изучение проблем и тенденций экономического и технологического характера в Европе; а также сбор, оценку и распространение данных экономического, технологического и статистического характера.

## Члены организации
В момент создания Комиссии в её состав вошло 18 стран, в 1991 г. их было уже 34, а после распада Советского Союза число членов ЕЭК увеличилось до нынешних 56. Среди них не только европейские государства, но и США, Канада, Турция, Израиль и центральноазиатские государства СНГ.
| Страны-члены ЕЭК ООН | Дата принятия    |
| -------------------- | ---------------- |
| Австрия              | 14 декабря 1955  |
| Азербайджан          | 30 июля 1993     |
| Албания              | 14 декабря 1955  |
| Андорра              | 28 июля 1993     |
| Армения              | 30 июля 1993     |
| Беларусь             | 28 марта 1947    |
| Бельгия              | 28 марта 1947    |
| Болгария             | 14 декабря 1955  |
| Босния и Герцеговина | 22 мая 1992      |
| Великобритания       | 28 марта 1947    |
| Венгрия              | 14 декабря 1955  |
| Германия             | 18 сентября 1973 |
| Греция               | 28 марта 1947    |
| Грузия               | 30 июля 1993     |
| Дания                | 28 марта 1947    |
| Израиль              | 26 июля 1991     |
| Ирландия             | 14 декабря 1955  |
| Исландия             | 28 марта 1947    |
| Испания              | 14 декабря 1955  |
| Италия               | 14 декабря 1955  |
| Казахстан            | 31 января 1994   |
| Канада               | 9 августа 1973   |
| Кипр                 | 20 сентября 1960 |
| Кыргызстан           | 30 июля 1993     |
| Латвия               | 17 сентября 1991 |
| Литва                | 17 сентября 1991 |
| Лихтенштейн          | 18 сентября 1990 |
| Люксембург           | 28 марта 1947    |
| Северная Македония   | 8 апреля 1993    |
| Мальта               | 1 декабря 1964   |
| Молдова              | 2 марта 1992     |
| Монако               | 27 мая 1993      |
| Нидерланды           | 28 марта 1947    |
| Норвегия             | 28 марта 1947    |
| Польша               | 28 марта 1947    |
| Португалия           | 14 декабря 1955  |
| Россия               | 28 марта 1947    |
| Румыния              | 14 декабря 1955  |
| Сан-Марино           | 30 июля 1993     |
| Сербия               | 1 ноября 2000    |
| Словакия             | 28 марта 1947    |
| Словения             | 22 мая 1992      |
| США                  | 28 марта 1947    |
| Таджикистан          | 12 декабря 1994  |
| Туркменистан         | 30 июля 1993     |
| Турция               | 28 марта 1947    |
| Узбекистан           | 30 июля 1993     |
| Украина              | 28 марта 1947    |
| Финляндия            | 14 декабря 1955  |
| Франция              | 28 марта 1947    |
| Хорватия             | 22 мая 1992      |
| Черногория           | 28 июня 2006     |
| Чехия                | 28 марта 1947    |
| Швейцария            | 24 марта 1972    |
| Швеция               | 28 марта 1947    |
| Эстония              | 17 сентября 1991 |

Среди членов Комиссии — как некоторые из самых богатых стран мира, так и страны с относительно невысоким уровнем развития. Общая площадь территории стран-членов ЕЭК ООН составляет 47 миллионов квадратных километров, в регионе проживает 17 % мирового населения.